# Jean-Robens Jerome
Jean-Robens Jerome (ur. 23 lipca 1983 w Source Matelas) – haitański piłkarz występujący na pozycji pomocnika.

## Kariera klubowa
Jerome zawodową karierę rozpoczynał w 2006 roku w amerykańskim klubie Pittsburgh Riverhounds z ligi USL Second Division, stanowiącej trzeci poziom rozgrywek. W 2007 roku przeszedł do mołdawskiego zespołu Tiligul-Tiras Tyraspol z Divizia Națională. W sezonie 2007/2008 rozegrał tam 15 spotkań.
W 2008 roku Jerome wrócił do Pittsburgh Riverhounds. Jednak jeszcze w tym samym roku ponownie przeszedł do Tiligulu-Tiras Tyraspol, a w 2009 po raz kolejny został graczem Pittsburgh Riverhounds. W tym samym roku ponownie jednak wyjechał do Mołdawii, tym razem by grać w tamtejszej Olimpii Bielce. Jej barwy reprezentował do roku 2012. Następnie był zawodnikiem Dinamo-Auto Tyraspol, z którego odszedł w 2013 roku. Następnie nie występował już w żadnym klubie.

## Kariera reprezentacyjna
W reprezentacji Haiti Jerome zadebiutował w 2009 roku. W tym samym roku został powołany do kadry na Złoty Puchar CONCACAF. Zagrał na nim w meczach z Hondurasem (0:1), Grenadą (2:0) i Meksykiem (0:4), a Haiti zakończyło turniej na ćwierćfinale.
W drużynie narodowej rozegrał 4 spotkania i zdobył 1 bramkę.